# 青春の裁き
『青春の裁き』（せいしゅんのさばき）は、1965年4月14日に公開された日本映画。青山光二の小説『鬼辰の息子』の映画化で、製作・配給は日活。監督は小杉勇。主演は渡哲也。

## 概要
暴力団の組長の父親を持つ城南大学の空手部の学生・古島菊男はヤクザ渡世に反発していた。だが、卑劣な新興勢力に対して組を守るために打って出るが…。

## キャスト
- 古島菊男：渡哲也
- 亘理展子：山本陽子
- 岩里由利：香月美奈子
- 内木：深江章喜
- 十和田：郷鍈治
- 狩谷広志：藤竜也
- 滝沢英子：浜川智子（浜かおる）
- 阿久津一家組員：杉江弘（杉山弘太郎）
- 曽根：弘松三郎
- 大熊留五郎：加原武門
- 定吉：野呂圭介
- 前原：宮崎準
- 山中夫人：原恵子
- バク天：榎木兵衛
- 古島組組員：英原穣二
- 阿久津一家組員：瀬山孝司
- 亘理誠策：長尾敏之助
- 阿久津一家組員：高緒弘志、東郷秀美
- 藤井昭雄
- 阿久津一家組員：熱海弘到
- 古島組組員：三谷龍男（三谷忠雄）、田中滋
- 阿久津一家組員：会田為久
- 擬斗：高瀬将敏
- 阿久津正武：玉川伊佐男
- 古島浜枝：高野由美
- 西山新平：明石潮
- 古島辰造：松本克平

## スタッフ
- 監督：小杉勇
- 脚本：柴英三郎
- 企画：山本武
- 原作：青山光二（『鬼辰の息子』）
- 音楽：小杉太一郎